# شباب البومب (مسلسل)
شباب البومب هو مسلسل تلفزيوني سعودي كوميدي ساخر عرض التلفزيون السعودي ومن تأليف عبد العزيز الفريحي وإخراج ماجد الربيعان والعرض الأول (20 يوليو 2012 - 1 رمضان 1433).

## طاقم العمل

### الجزء الأول
- محمد الحربي
- فيصل العيسى
- فايز المالكي
- أميرة محمد
- علي المدفع
- وائل الحربي
- عبد الرحمن الخطيب
- خالد سامي
- فخرية خميس
- عبد العزيز المبدل
- عبد الله المزيني
- عبد الله السناني
- إبراهيم جبر
- مرام عبد العزيز
- عبد العزيز الفريحي
- شافي الحارثي
- عوض عبد الله
- مرزوق الغامدي
- سامي حازم
- إياد نضمي
- أحمد العبيد
- فيصل العمري
- زارا البلوشي
- عبدالرحمن العنزي
- أفنان فؤاد
- شعيفان العتيبي
- رجاء الحاضي
- محسن الشمري

## قائمة الحلقات
| الحلقة | العنوان                     | موضوع الحلقة                       |
| ------ | --------------------------- | ---------------------------------- |
| 1      | شنب ومشاكل                  | تحدثت عن مشاكل الشباب المراهقين    |
| 2      | درفت وتفجير                 | تحدثت عن تفحيط الشباب              |
| 3      | المهايطي                    | تحدثت عن الاسراف في الطعام         |
| 4      | الكفيل                      | تحدثت عن كفالة العمالة المخالفة    |
| 5      | بيت جدي                     | تحدثت عن البيوت الاثرية            |
| 6      | المدارس                     | تحدثت في مشاكل التعليم             |
| 7      | الجريمة                     | تحدثت عن القتل الخطأ               |
| 8      | نشبه تايم (الجزء الاول)     | تحدثت عن الحضارة مقسمة لجزئين      |
| 9      | نشبه تايم (الجزء الثاني)    | تحدثت عن الحضارة                   |
| 10     | الأسواق                     | تحدثت عن منع دخول الشباب للاسواق   |
| 11     | عجازين                      | تحدثت عن العجز عن الحركة           |
| 12     | يا حظنا نبي نسافر           | تحدثت عن منع السفر                 |
| 13     | ماهر                        | تحدثت عن نظام ساهر                 |
| 14     | الإدمان                     | تحدثت عن إدمان المخدرات            |
| 15     | التهجير                     | لم يتم بثها على التلفاز            |
| 16     | يوتيوب grobr (الجزء الأول ) | تحدثت عن الجيل الحالي مقسمة لجزئين |
| 17     | يوتيوب grobr (الجزء الثاني) | تحدثت عن الجيل الحالي              |
| 18     | البطالة                     | تحدثت عن عدم الحصول على وظيفة      |
| 19     | والله عيب                   | لم يتم بثها على التلفاز            |
| 20     | الواتساب                    | تحدثت عن تطبيق الwhatsapp          |
| 21     | التعامل                     | تحدثت عن معاملة السيئة للخدم       |
| 22     | ريح بالك                    | تحدثت عن الحلم حلم سيد الاخلاق     |
| 23     | الزواج                      | تحدثت عن زواج العزاب               |
| 24     | هجوله... ولا                | تابعه لحلقة الدرفت                 |
| 25     | الصرخة                      | لم يتم بثها                        |
| 26     | شغب الملاعب                 | عن التعصب الرياضي                  |
| 27     | جني عرقه                    | تحدثت عن مستشفى عرقة               |
| 28     | النهاية                     | موت عامر                           |
| 29     | الملحق                      | تابعه لحلقة الإدمان                |
| 30     |                             | الكواليس                           |

## روابط خارجية
- شباب البومب على موقع IMDb (الإنجليزية)
- شباب البومب على موقع قاعدة بيانات الأفلام العربية
- شباب البومب على موقع قاعدة بيانات الفيلم (الإنجليزية)